# Saint-Éloi (Québec)
Pour les articles homonymes, voir Saint-Éloi.
Saint-Éloi est une municipalité de paroisse située dans la municipalité régionale de comté des Basques dans la région administrative du Bas-Saint-Laurent au Québec (Canada).

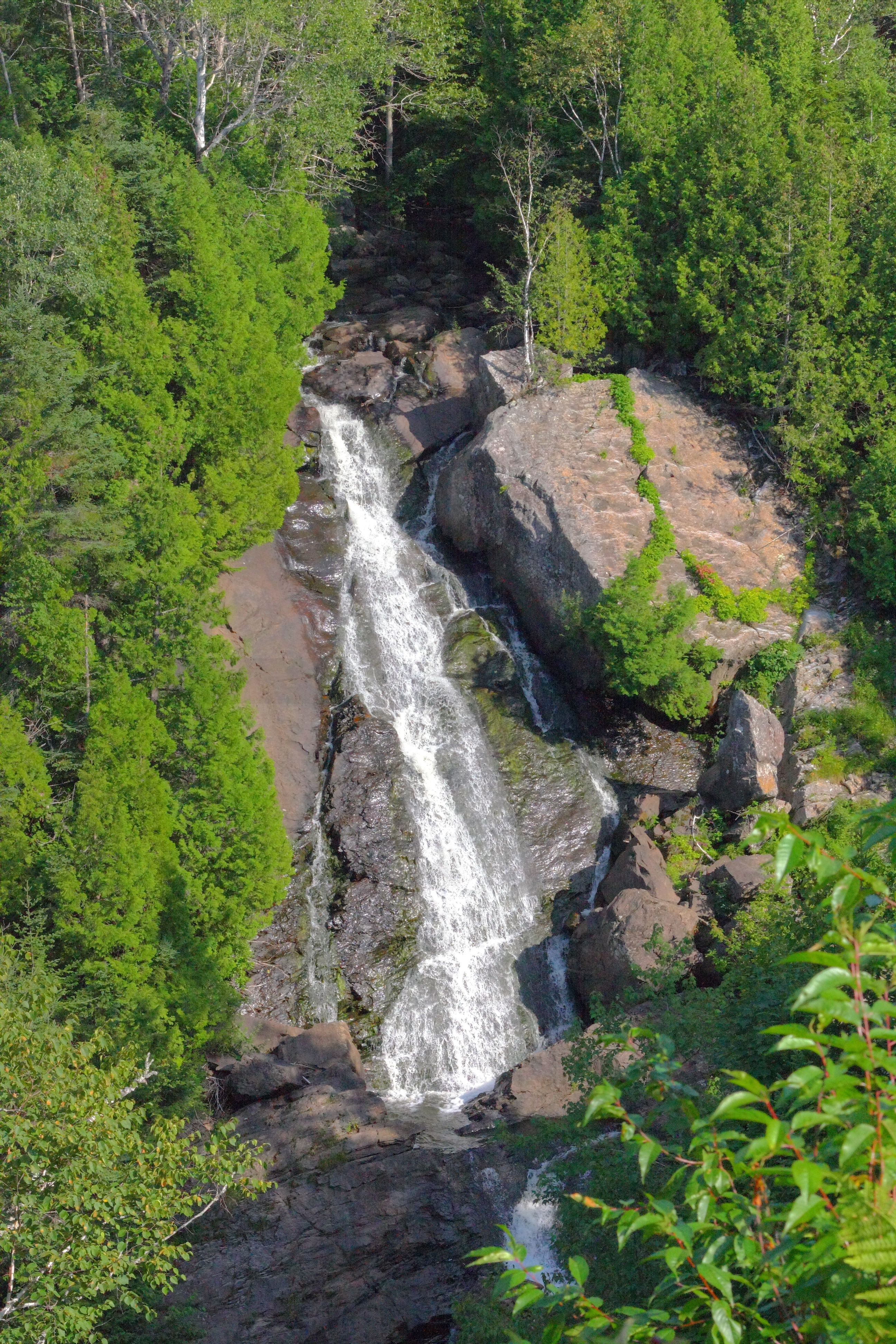
Chute Plainasse

## Toponymie
Le nom de Saint-Éloi honore le seigneur de Trois-Pistoles de 1818 à 1858, Éloi Riou, dont le patron, saint Éloi (641-660), fut évêque de Noyon-Tournai et trésorier du roi Dagobert Ier.

## Histoire
Le 9 mars 1848, la paroisse de Saint-Éloi est érigée canoniquement en se détachant des paroisses de Saint-Jean-Baptiste de L'Isle-Verte et de Notre-Dame-des-Neiges de Trois-Pistoles. Elle est érigée civilement le 13 juin suivant,. Les registres paroissiaux sont également ouverts depuis 1848. Le premier curé de la paroisse est Thomas Aubert de Gaspé. Auparavant, celle-ci était desservie par les curés de Trois-Pistoles et de L'Isle-Verte. En 1849, la première chapelle est construite.
En 1853, le bureau de poste est ouvert sous le nom de « Saint-Éloi ». En 1855, la municipalité de paroisse de Saint-Éloi est créée.
Le 14 septembre 1924, la première angulaire de l'église actuelle est bénite. Le 15 septembre 1926, la première messe est célébrée dans l'église actuelle.

## Géographie
La municipalité est située à mi-chemin entre Trois-Pistoles et L'Isle-Verte.
La rivière des Trois Pistoles y coule du sud au nord et y délimite l'est.
À partir de leur crénon, dans le nord-est de la municipalité, les rivières du Petit Sault et de la Pointe à la Loupe coulent vers le nord-ouest.
À partir de son crénon, dans le nord-est de la municipalité, la rivière à Girard coule vers l'ouest.
La rivière Plainasse en traverse le sud-ouest jusqu'à sa confluence avec la rivière des Trois Pistoles dans le sud-est.
La rivière de la Gamelle traverse le sud vers l'est jusqu'à sa confluence avec la rivière des Trois Pistoles dans le sud-est. 

## Démographie
| 1861  | 1871  | 1881  | 1891 | 1901 | 1911 | 1921 | 1931 |
| ----- | ----- | ----- | ---- | ---- | ---- | ---- | ---- |
| 1 397 | 1 134 | 1 193 | 913  | 970  | 929  | 900  | 935  |

| 1941 | 1951 | 1956 | 1961 | 1966 | 1971 | 1976 | 1981 |
| ---- | ---- | ---- | ---- | ---- | ---- | ---- | ---- |
| 902  | 855  | 837  | 814  | 697  | 589  | 502  | 480  |

| 1986 | 1991 | 1996 | 2001 | 2006 | 2011 | 2016 | 2021 |
| ---- | ---- | ---- | ---- | ---- | ---- | ---- | ---- |
| 404  | 352  | 340  | 340  | 338  | 311  | 286  | 310  |

## Économie
Les principales activités économiques de Saint-Éloi sont l'industrie laitière, l'élevage des animaux de boucherie et la culture de la pomme de terre.

## Administration
Les élections municipales se font en bloc pour le maire et les six conseillers.
| Saint-Éloi Maires depuis 2001                                                                                        |                     |         |          |
| Élection | Maire               | Qualité | Résultat |
| 2001 | Chantal B. Bouchard |         | Voir     |
| 2005 | Alain Lepage        |         | Voir     |
| 2009 | Mario Saint-Louis   |         | Voir     |
| 2013 | Mario Saint-Louis   | Voir    |          |
| 2017 | Mario Saint-Louis   | Voir    |          |
| 2021 | Aucune candidature  |         | Voir     |
| déc. 2021 | Mario Saint-Louis   |         | Voir     |
| Élection partielle en italique Depuis 2005, les élections sont simultanées dans toutes les municipalités québécoises |                     |         |          |

## Personnalités

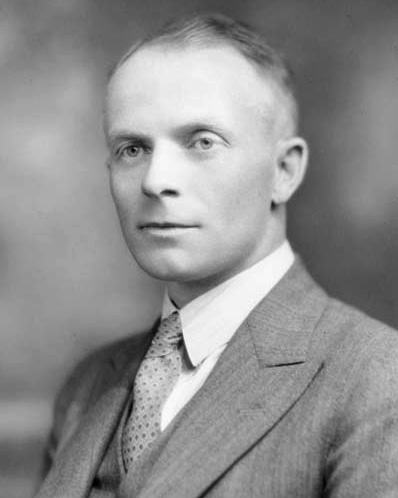
Adélard Godbout

- Adélard Godbout, premier ministre du Québec en 1936 et de 1939 à 1944[1]
- Ernest Lapointe, ministre de la Justice du Canada[1]